# عباس ميلاني
عباس ميلاني (بالفارسية: عباس میلانی) من مواليد سنة 1949 هو مؤرخ أمريكي إيراني ومتخصص في الدراسات الإيرانية وكاتب. يعمل أستاذا زائرا للعلوم السياسية ومديرا لبرنامج الدراسات الإيراينة في جامعة ستانفورد.
أثبت ميلاني أن العصر الحديث في إيران يرجع إلى أكثر من 1000 سنة.